# فرودگاه عینی
فرودگاه عینی (تاجیکی: Фурудгоҳи Айнӣ) فرودگاهی است که در شهرک عینی در استان سغد در تاجیکستان خدمات‌رسانی می‌کند. به نظر نمی‌رسد که در فهرست‌های یاتا یا ایکائو کدگذاری شده باشد،  اما در سیستم داخلی اتحاد جماهیر شوروی سابق دارای کد АЙН  بود.